# HTC Windows Phone 8X

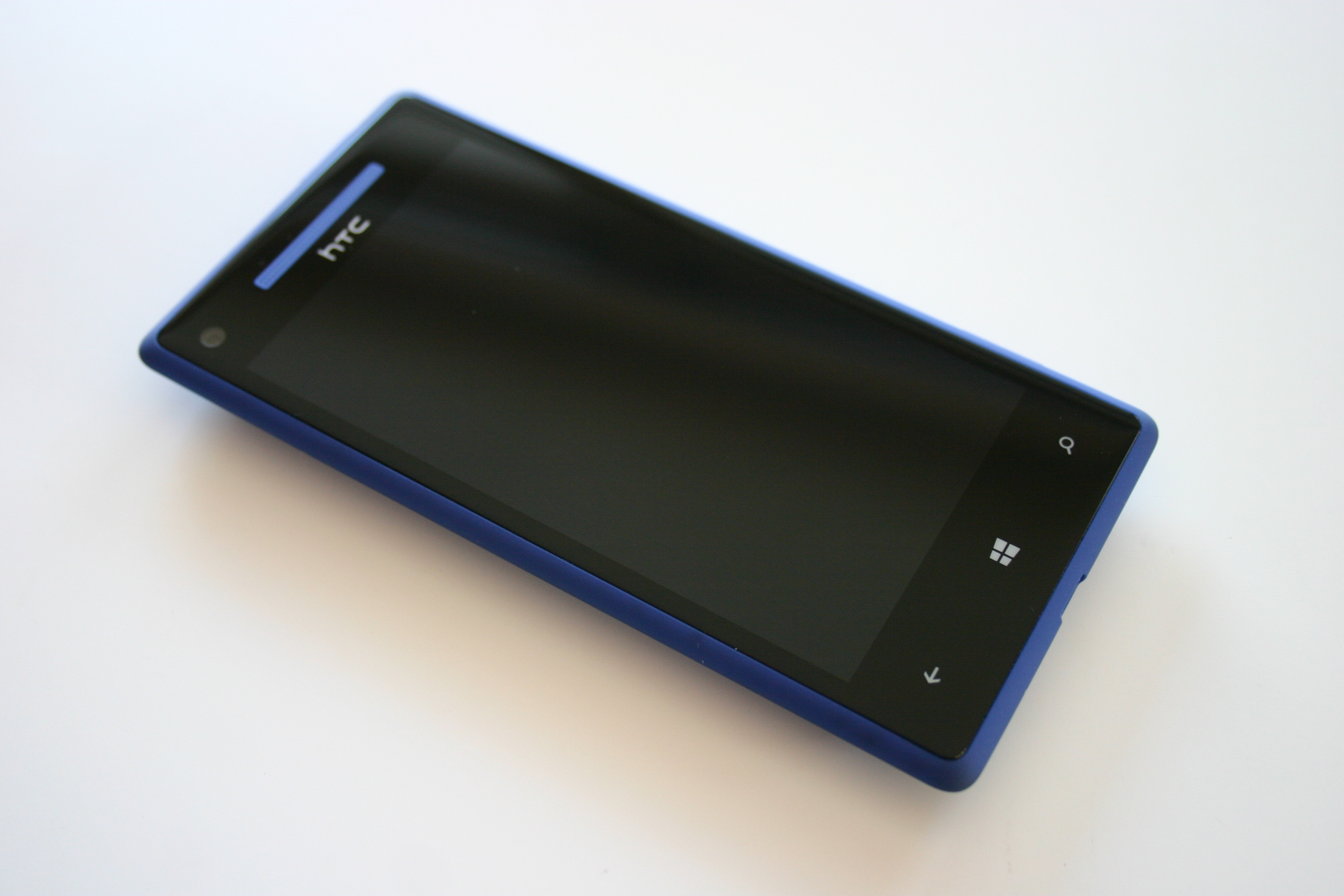
Windows Phone HTC 8X

Windows Phone HTC 8X je smartphone, který byl vydán společností HTC Corporation 19. září 2012.

## Recenze
Chuong Nguyen od Gotta Be Mobile ve své recenzi napsal: "Z hlediska hardwaru odvedlo HTC skvělou práci. Vytváří minimalistický a moderní design. Software pro Windows phones stále může být velkou překážkou k přiblížení se populárním rivalům iOS a Android v některých oblastech, například vyhledávání, hlasové příkazy, hlasové navádění,..."

## HTC 8
HTC 8 je řada Windows Phone 8 smartphonů vytvořená společností HTC. První dva smartphony s Windows 8 jsou nejlehčí v první Windows Phone generaci. Windows Phone HTC 8X svými parametry odpovídá smartphonu Nokia Lumia 82O.

## HTC 8S
Model HTC 8S je smartphone s operačním systémem Windows 8. Na rozdíl od svého vyspělejšího konkurenta smartphonu HTC 8X má menší displej, paměť RAM a další parametry.

## Aktualizace 8.1
V příspěvku na oficiálním fóru HTC byla podrobně popsána aktualizace softwaru z Windows 8 na Windows 8.1. Této aktualizace by se měl vyspělejší model HTC 8X, na rozdíl od HTC 8S, dočkat v blízké době. Bohužel není známý přesný datum.

## Základní vlastnosti
- Hmotnost - 130g
- Paměť RAM - 1024 MB
- Velikost displeje - 4,3"
- Rozlišení fotoaparátu - 8 Mpix
- Uživatelská paměť - 16 GB
- Frekvence procesoru - 1,5 GHz